# Hypercompe heterogena
Hypercompe heterogena là một loài bướm đêm thuộc phân họ Arctiinae, họ Erebidae.